# Elysium for the Brave
Elysium for the Brave è il secondo album in studio da solista della cantante Azam Ali, pubblicato nel 2006.

## Tracce
1. Endless Reverie
2. Spring Arrives
3. In Other Worlds
4. Abode
5. Forty One Ways
6. The Tryst
7. From Heaven to Dust
8. I Am a Stranger in This World
9. In This Divide